# قلوب مدفونة
قلوب مدفونة (بالكورية: 보물섬) هو مسلسل تلفزيوني كوري جنوبي، من بطولة بارك هيونغ سيك، لي هاي-يونغ، هوه جون هو، هونغ هوا إيون. عرض على قناة SBS TV في 21 فبراير الى 12 ابريل 2025، تم بثه كل يومي الجمعة والسبت الساعة 21:50 بتوقيت (KST).

## ملخص
يصور معركة انتقامية يخاطر فيها سيو دونغ-جو (بارك هيونج شيك)، الذي استحوذ على 2 تريليون وون من الأموال السياسية الفاسدة، بكل شيء للإطاحة بـ هيو إيل دو (لي هاي يونج)، الذي قاده إلى الموت، ويوم جانغ سيون (هيو جون هو)، محور الشر الذي يقف خلفه.

## طاقم

### رئيسي
- بارك هيونغ سيك في دور سيو دونغ جو[4]

رئيس فريق التعاون الخارجي في مكتب سكرتير رئيس مجموعة دايسان. إنه رجل دايسان يعيش ويموت من أجل دايسان، لكنه شخص مليء بالطموح، ولديه هدف عميق بداخله، وهو امتلاك دايسان بالكامل عندما تأتي الفرصة.
- هوه جون هو في دور يوم جانج سون[4]

رئيس سابق لجهاز الاستخبارات الوطني وأستاذ فخري في كلية الحقوق، يتحكم في صناعة الملوك خلف الكواليس. إنه فرد يشعر بقمة السعادة عندما يستخدم المال والسلطة كيفما يشاء، ويعتقد أنه لا يستطيع البقاء إلا إذا أمسك بكل شخص في العالم وهزه مثل دمية متحركة.
- لي هاي-يونغ في دور هيو ايل-دو[5]

رئيس شركة دايسان للطاقة. الصهر الأكبر لرئيس مجموعة دايسان تشا كانج تشيون
- هونغ هوا إيون في دور يو إيون نام[6]

حفيدة الرئيس تشا كانج تشيون. تعتقد أن والدها بالتبني، هيو إيل دو، قتل والدها البيولوجي، يو سون هو، من أجل الاستيلاء على دايسان. لقد كان في خلاف مع هيو إيل دو إلى درجة أنه انتحر بقطع معصميه بسكين أمام هيو إيل دو.

### داعم
- وو هيون في دور  تشا كانج-تشون[7]

رئيس مجموعة داي سان
- هونغ سو هيون في دور تشا جوك هي[8]

رئيسة شركة دايسان للكيماويات. الابنة الثانية للرئيس تشا كانج تشيون.
- كيم جونج نان في دور تشا دوك هي[7]

الابنة الكبرى لرئيس مجموعة دايسان تشا كانج تشيون. تزوجت مرة أخرى من هيو إيل دو، وأخذت معها ابنتها يو أون نام من زوجها الأول.
- دو جي-وون في دور جي يونغ-سو[5]

مذيعة سابقة ووالدة جي سون-وو، الابن الغير شرعي لرئيس تشا
- غونغ جي-هو في دور ميونغ تاي جيوم[9]

مساعدة دونغ جو. تبدو وكأنها رئيسة متجر موسيقى قديم، لكنها في الحقيقة خليفة لعائلة من المرابين الذين كانوا قراصنة عباقرة.
- يون سانغ هيون في دور هيو تاي يون[10]

ابن ايل-دو ودوك هي، كان صديقًا مقربًا لـ دونغ-جو، الذي يتردد على قصر عائلة دايسان منذ أيامه كموظف جديد، لكنه يحاربه لاحقًا من أجل حماية والده.
- كوون سو هيون في دور يوم هي تشول[11]

مدع عام في مكتب المدعي العام لمنطقة سيئول عمه يوم جانج سون. إنه شخص ذو شخصية متجهمة وكان قريبًا من دونج جو أثناء أيام دراستهما، لكنه بدأ يشعر بالنقص والتنافس تجاهه تدريجيًا.
- تشا وو-مين في دور جي سون-وو[12]

طفل تشا كانغ تشيون خارج إطار الزواج. وابن المذيعة جي يونغ سو.
- لي يو جون في دور باي وون باي[7]

يعيش مختبئًا في قرية صيد في نامهاي تحت الاسم المستعار جانج إيل نام، يصبح صديقنا لدونغ-جو بعد.

## المشاهدات
| الموسم | الموسم | رقم الحلقة | رقم الحلقة | رقم الحلقة | رقم الحلقة | رقم الحلقة | رقم الحلقة | رقم الحلقة | رقم الحلقة | رقم الحلقة | رقم الحلقة | رقم الحلقة | رقم الحلقة | رقم الحلقة | رقم الحلقة | رقم الحلقة | رقم الحلقة | المتوسط |
| الموسم | الموسم | 1          | 2          | 3          | 4          | 5          | 6          | 7          | 8          | 9          | 10         | 11         | 12         | 13         | 14         | 15         | 16         | المتوسط |
| ------ | ------ | ---------- | ---------- | ---------- | ---------- | ---------- | ---------- | ---------- | ---------- | ---------- | ---------- | ---------- | ---------- | ---------- | ---------- | ---------- | ---------- | ------- |
|        | 1      | 1.143      | 1.544      | 1.579      | 1.885      | 2.074      | 1.933      | 1.848      | 2.211      | 2.149      | 2.347      | 2.100      | 2.272      | 2.425      | 2.691      | 2.363      | 2.656      | 2.052   |

وفقا لنيلسن كوريا، فقد حقق المسلسل نجاحاً كبيراً، حيث سجلت الحلقة العاشرة نسبة مشاهدة 13.1% بحوالي 2.3 مليون مشاهدة.
| الحلقات | تاريخ البث     | تقييمات (نيلسن كوريا) | تقييمات (نيلسن كوريا) |
| الحلقات | تاريخ البث     | على الصعيد الوطني     | سيئول                 |
| ------- | -------------- | --------------------- | --------------------- |
| 1       | 21 فبراير 2025 | 6.1%                  | 6.0%                  |
| 2       | 22 فبراير 2025 | 8.1%                  | 7.8%                  |
| 3       | 28 فبراير 2025 | 8.8%                  | 8.9%                  |
| 4       | 1 مارس 2025    | 10.2%                 | 9.8%                  |
| 5       | 7 مارس 2025    | 9.2%                  | 9.0%                  |
| 6       | 8 مارس 2025    | 11.2%                 | 11.0%                 |
| 7       | 14 مارس 2025   | 10.9%                 | 10.4%                 |
| 8       | 15 مارس 2025   | 12.3%                 | 12.3%                 |
| 9       | 21 مارس 2025   | 12.2%                 | 12.2%                 |
| 10      | 22 مارس 2025   | 13.1%                 | 13.0%                 |
| 11      | 28 مارس 2025   | 11.7%                 | 11.9%                 |
| 12      | 29 مارس 2025   | 12.7%                 | 12.5%                 |
| 13      | 4 أبريل 2025   | 13.4%                 | 14.0%                 |
| 14      | 5 أبريل 2025   | 14.6%                 | 14.5%                 |
| 15      | 11 أبريل 2025  | 13.4%                 | 13.6%                 |
| 16      | 12 أبريل 2025  | 15.4%                 | 15.4%                 |
| متوسط   | متوسط          | 11.5%                 | 11.4%                 |

## الإنتاج
المسلسل من كتابة لي ميونغ-هي التي كتبت مسلسل زهرة المال (2017)، وإخراج جين تشانغ-جيو، اعماله المدعي العسكري دوبيرمان (2021)، ومن إنتاج استوديو إس بي إس بتعاون مع أ تو زي إنترتينمنت وريومير فكتوري.
تمت قراءة النص الأول في 13 يونيو 2024.

### تصوير
بدأ التصوير الرئيسي في النصف الأول من عام 2024.

## روابط  خارجية
- الموقع الرسمي
 (بالكورية)
- قلوب مدفونة على موقع IMDb (الإنجليزية)
- قلوب مدفونة على موقع روتن توميتوز (الإنجليزية)
- قلوب مدفونة على موقع فيلمافينيتي (الإسبانية)
- قلوب مدفونة على موقع قاعدة بيانات الفيلم (الإنجليزية)
- قلوب مدفونة على هانسينما